# دوغ مانشستر
دوغ مانشستر (بالإنجليزية: Doug Manchester)‏ هو ناشر وصحفي أمريكي، ولد في 31 مايو 1942 في لوس أنجلوس في الولايات المتحدة.